# Pallavolo ai Giochi della solidarietà islamica
I tornei di pallavolo ai Giochi della solidarietà islamica sono stati ammessi al programma sportivo dei Giochi della solidarietà islamica dalla prima edizione nella versione maschile e dalla quarta edizione in quella femminile.